# Strażnica KOP „Lichacze”

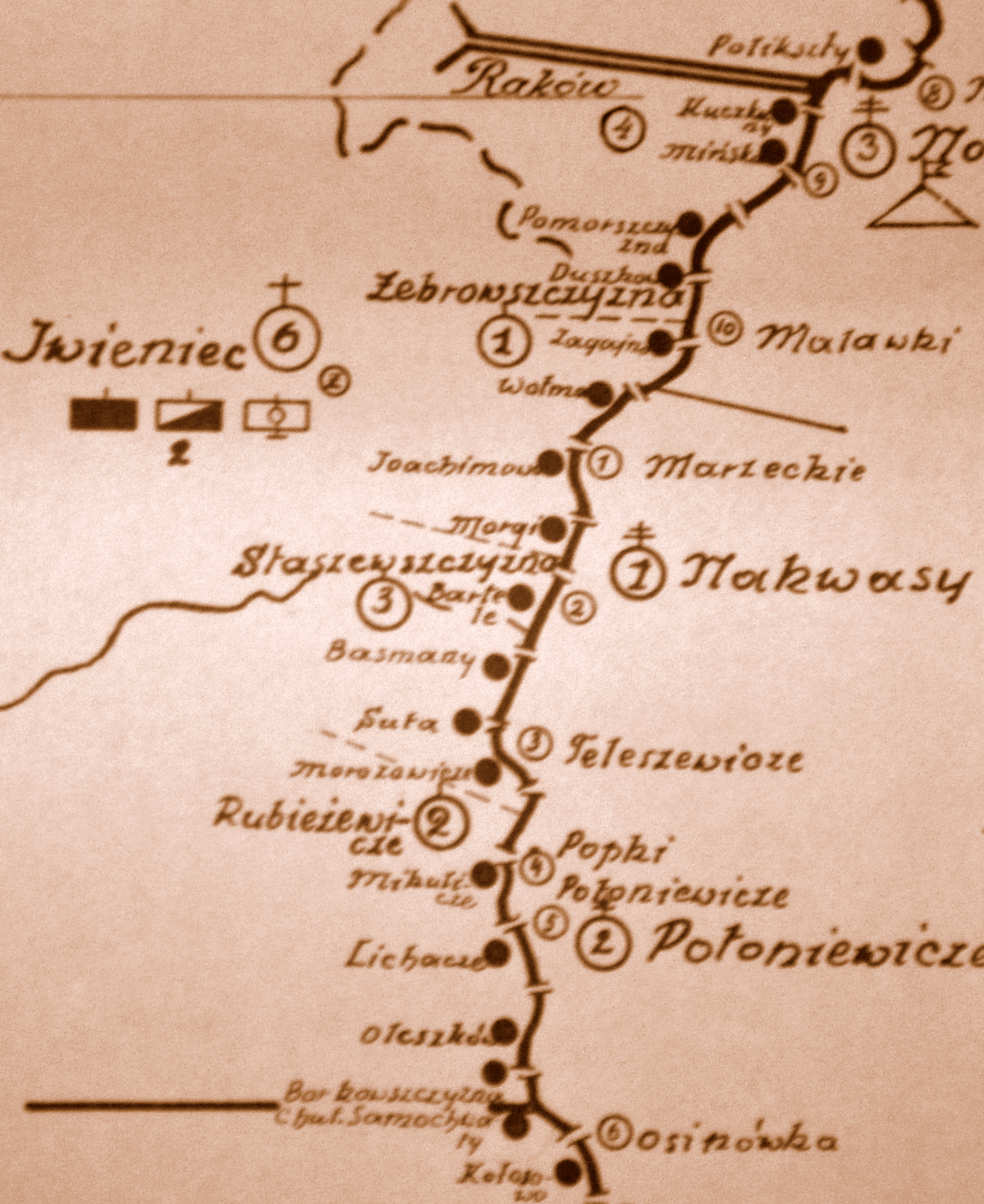
Rozmieszczenie batalionu KOP „Iwieniec” w 1931

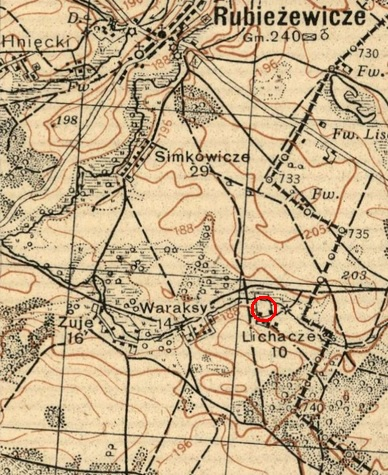
Lichacze na mapie

Strażnica KOP „Lichacze” – zasadnicza jednostka organizacyjna Korpusu Ochrony Pogranicza pełniąca służbę ochronną na granicy polsko-sowieckiej.

## Formowanie i zmiany organizacyjne
W 1924 roku, w składzie 2 Brygady Ochrony Pogranicza, został sformowany 8 batalion graniczny. W 1928 roku w skład batalionu wchodziło 13 strażnic. Strażnica KOP „Lichacze” w latach 1928–1934 znajdowała się w strukturze 4 kompanii KOP „Rubieżewicze” . W komunikacie dyslokacyjnym z 1938 roku nie występuje. Strażnica liczyła około 18 żołnierzy i rozmieszczona była przy linii granicznej z zadaniem bezpośredniej ochrony granicy państwowej.
W 1930 strażnicy nadano imię Marii Rodziewiczówny.
W 1932 roku obsada strażnicy zakwaterowana była w budynku popolicyjnym.

## Służba graniczna
Podstawową jednostką taktyczną Korpusu Ochrony Pogranicza przeznaczoną do pełnienia służby ochronnej był batalion graniczny. Odcinek batalionu dzielił się na pododcinki kompanii, a te z kolei na pododcinki strażnic, które były „zasadniczymi jednostkami pełniącymi służbę ochronną”, w sile półplutonu. Służba ochronna pełniona była systemem zmiennym, polegającym na stałym patrolowaniu strefy nadgranicznej, wystawianiu posterunków alarmowych, obserwacyjnych i kontrolnych stałych, patrolowaniu i organizowaniu zasadzek w miejscach rozpoznanych jako niebezpieczne, kontrolowaniu dokumentów i zatrzymywaniu osób podejrzanych, a także utrzymywaniu ścisłej łączności między oddziałami i władzami administracyjnymi. Strażnice KOP stanowiły pierwszy rzut ugrupowania kordonowego Korpusu Ochrony Pogranicza.
Strażnica KOP „Lichacze” w 1932 roku ochraniała pododcinek granicy państwowej szerokości 4 kilometrów 750 metrów od słupa granicznego nr 734 do 743.
Sąsiednie strażnice:
- strażnica KOP „Mikulicze” ⇔ strażnica KOP „Oleszkowo” – 1928[3], 1929[4], 1931[5] , 1932[6]
- strażnica KOP „Rubieżewicze” ⇔ strażnica KOP „Oleszkowo” – 1934[7]